# Micky Arison
Micky Arison (hebrejsky מיקי אריסון, Miki Arison; * 1949) je izraelsko-americký podnikatel, výkonný ředitel společnosti Carnival Corporation & plc, která je největším světovým provozovatelem zámořských lodí, a majitel basketbalového klubu Miami Heat.

## Biografie
Narodil se v Tel Avivu do rodiny podnikatele Teda Arisona a Miny Arisonové-Sapirové a má mladší sestru Šari. Studoval na University of Miami, ale studia nedokončil a začal se věnovat podnikání. V roce 1979 se stal ve třiceti letech prezidentem Carnival Cruise Lines a o deset let později nahradil svého otce ve funkci výkonného ředitele Carnival Corporation.
Časopis Forbes odhadl v roce 2011 jeho majetek na 5,9 miliardy dolarů a označil jej za 169. nejbohatšího člověka na světě. Žije převážně v Bal Harbour na Floridě, avšak má též domy v New Yorku a Izraeli. Má dvě děti.